# Dinarthrum
Dinarthrum är ett släkte av nattsländor. Dinarthrum ingår i familjen kantrörsnattsländor.

## Dottertaxa tillDinarthrum, i alfabetisk ordning[1]
- Dinarthrum aprilius
- Dinarthrum arachosicum
- Dinarthrum augustus
- Dinarthrum badakschanicum
- Dinarthrum baenzigeri
- Dinarthrum bhatarka
- Dinarthrum bidentatum
- Dinarthrum bosniaca
- Dinarthrum brueckmanni
- Dinarthrum brunnea
- Dinarthrum capreolum
- Dinarthrum chaldyrense
- Dinarthrum chotta
- Dinarthrum coreanum
- Dinarthrum dsungaricum
- Dinarthrum februarius
- Dinarthrum ferox
- Dinarthrum fischeri
- Dinarthrum hirta
- Dinarthrum hiurai
- Dinarthrum huaynamdang
- Dinarthrum inerme
- Dinarthrum inthanon
- Dinarthrum iranicum
- Dinarthrum kamba
- Dinarthrum karagraha
- Dinarthrum kasachstanicum
- Dinarthrum kellyi
- Dinarthrum khorassanicum
- Dinarthrum koutchik
- Dinarthrum laeve
- Dinarthrum lannaensis
- Dinarthrum latum
- Dinarthrum lindbergi
- Dinarthrum longiplicatum
- Dinarthrum longispinum
- Dinarthrum margulum
- Dinarthrum martius
- Dinarthrum mesoplicatum
- Dinarthrum modestum
- Dinarthrum naganum
- Dinarthrum nigrescens
- Dinarthrum nuristanicum
- Dinarthrum octobrius
- Dinarthrum parvulum
- Dinarthrum pilosum
- Dinarthrum posdnjakovi
- Dinarthrum pratetaiensis
- Dinarthrum pugnax
- Dinarthrum punjabicum
- Dinarthrum reductum
- Dinarthrum rema
- Dinarthrum robustum
- Dinarthrum rufa
- Dinarthrum septembrius
- Dinarthrum siribhum
- Dinarthrum sonomax
- Dinarthrum stellatum
- Dinarthrum surashtra
- Dinarthrum tadshikistanicum
- Dinarthrum taiwanense
- Dinarthrum tridentatum
- Dinarthrum tridigittum
- Dinarthrum tridigitum
- Dinarthrum tungyawensis
- Dinarthrum ulmeri
- Dinarthrum yakushimaense